# 阿尔赛 (谢尔省)
阿尔赛（法語：Arçay，法語發音：[aʁsɛ]）是法国谢尔省的一个市镇，位于该省中部，属于布尔日区和布尔日城市圈公共社区。

## 地理
阿尔赛（46°56'54"N, 2°20'25"E）面积18.32 平方千米，位于法国中央-卢瓦尔河谷大区谢尔省，该省份为法国中部省份，北起卢瓦雷省，西接卢瓦-谢尔省和安德尔省，南至克勒兹省，东南接阿列省，东临涅夫勒省。
与阿尔赛接壤的市镇（或旧市镇、城区）包括：拉庞、勒韦、利赛-洛希、圣卡普赖、勒叙布德赖、特鲁伊、科尔夸。

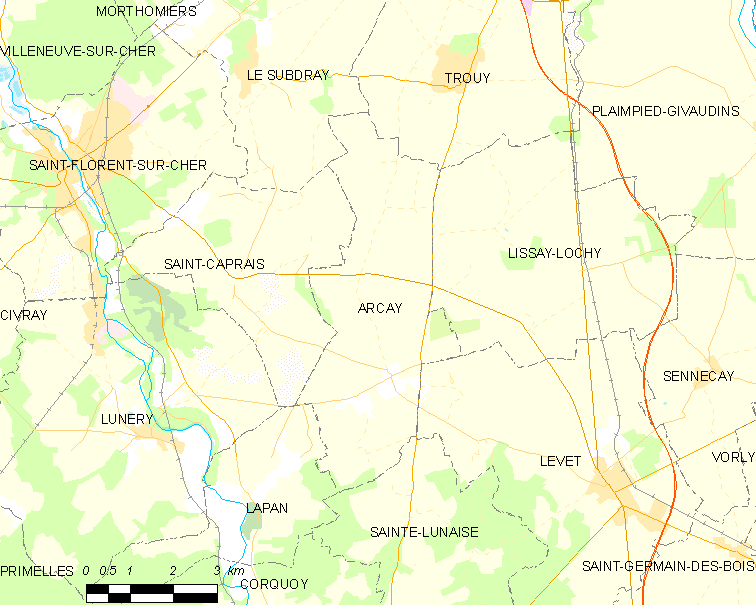
的OSM定位图

阿尔赛的时区为UTC+01:00、UTC+02:00（夏令时）。

## 行政
阿尔赛的邮政编码为18340，INSEE市镇编码为18008。

## 政治
阿尔赛所属的省级选区为特鲁伊县。

## 人口

1962-2008年间人口变化图示

阿尔赛于2022年1月1日时的人口数量为488人。